# جان آي كارونديليت
جان آي كارونديليت (و. 1428 – 1502 م) هو قاضي، ورجل دولة، ودبلوماسي من الأراضي المنخفضة البورغندية، ولد في دولي (فرنسا)، توفي في ميشيلين، عن عمر يناهز 74 عاماً.